# یخ‌کوه بی-۱۵

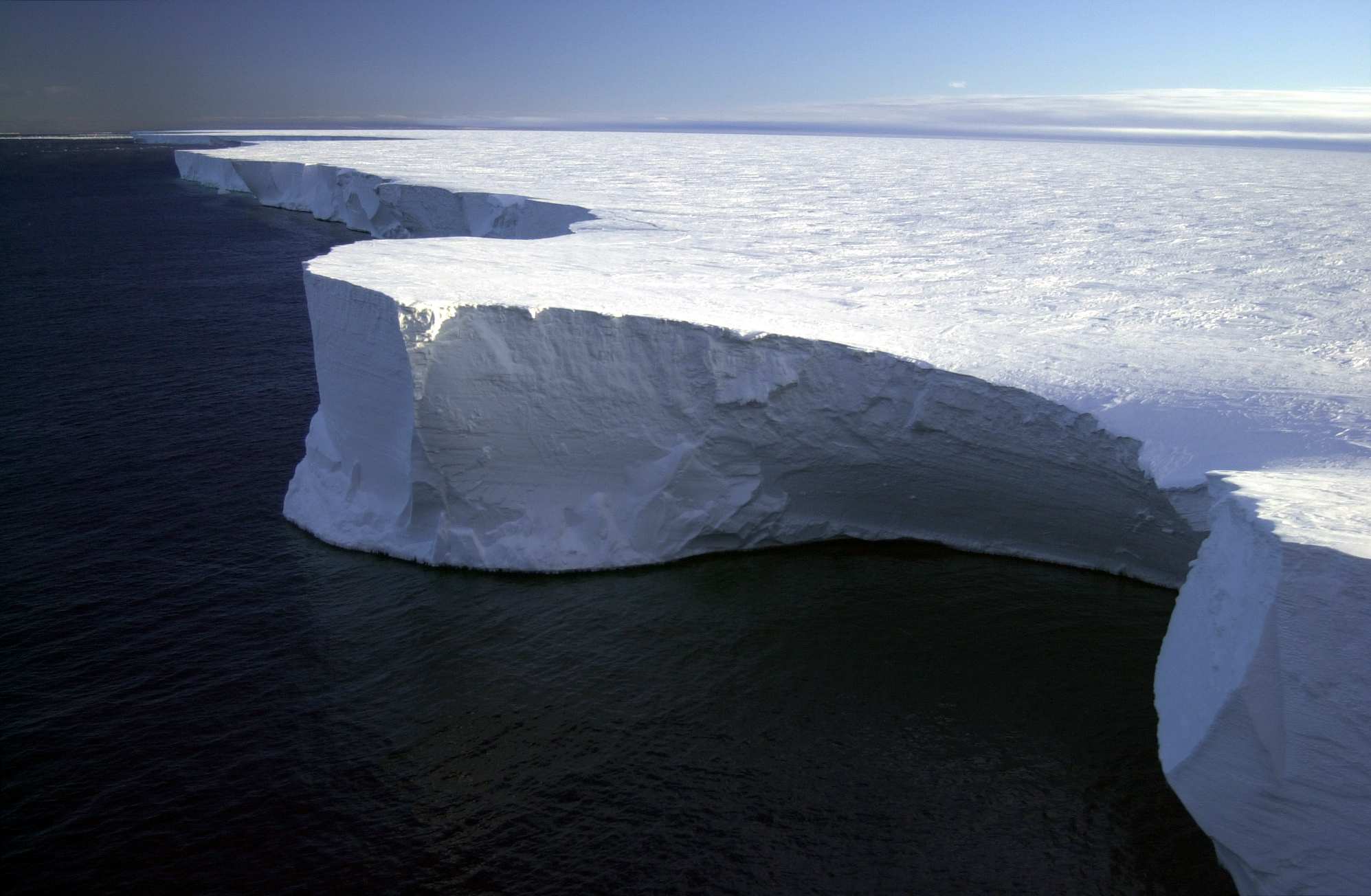

یخ‌کوه بی-۱۵ (به انگلیسی: Iceberg B-15) در فهرست عظیم‌ترین یخ‌کوه‌های دنیا، عنوان بزرگترین کوه یخی را به خود اختصاص داده‌است. یخ‌کوه بی-۱۵ دارای مساحتی در حدود ۲۹۵ کیلومتر (۱۸۳ مایل) طول و ۳۷ کیلومتر (۲۳ مایل) عرض است. در مجموع با فضایی بالغ بر ۱۱٬۰۰۰ کیلومتر مربع (۴٬۲۰۰ مایل مربع) از جامائیکا هم بزرگ‌تر است. بی-۱۵ در مارس ۲۰۰۰ میلادی حاصل جدا شدگی از یخ‌تاق راس در جنوبگان می‌باشد که سپس به تکه‌های کوچکتری منقسم گردید که بزرگترین آنها با نام بخ‌کوه بی-۱۵ آ نام‌گذاری گردید.
در اکتبر سال ۲۰۰۶ میلادی، یک تحقیق جداگانه نشان داد که وقوع طوفان بزرگی در خلیج آلاسکا باعث ایجاد تلاطم دریایی قابل‌توجه گردیده که تبعات آن به بخش‌های جنوبی اقیانوس آرام هم تسری داشته‌است. این احتمال وجود دارد که طوفان مذکور در ۲۷ اکتبر سال ۲۰۰۵ باعث شکسته و جداشدن قطعه بی-۱۵ آ باشد. این تلاطم‌های حاصل از طوفان طی ۶ روز مسافت ۱۳٬۵۰۰ کیلومتر (۸٬۴۰۰ مایل) را از آلاسکا به سمت قطب جنوب طی نموده‌اند. دانشمندان در حال مطالعه این واقعه به عنوان یک نمونهٔ بارز از چگونگی تأثیرات آب و هوایی یک منطقه از جهان بر مناطق دیگر و نگرانی‌های مرتبط با تأثیرات مخرب گرمایش جهانی هستند. هر چند، یک مطالعهٔ دقیق‌تر مربوط به سال ۲۰۱۰ میلادی نشان داده‌است که شکستگی و جداشدن این تکه یخ عظیم، اساساً به دلیل فرونشست‌های مکرر زمین به همراه تقارن آن با ژرفای ناچیز خط ساحلی دماغه ادر بوده‌است.

## نگارخانه

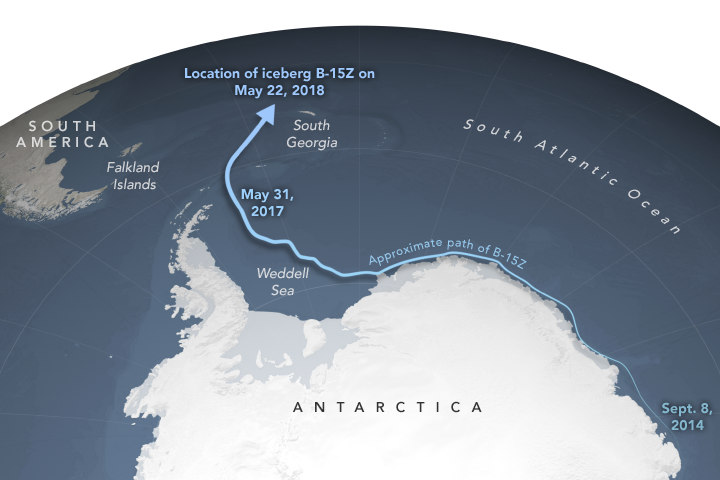
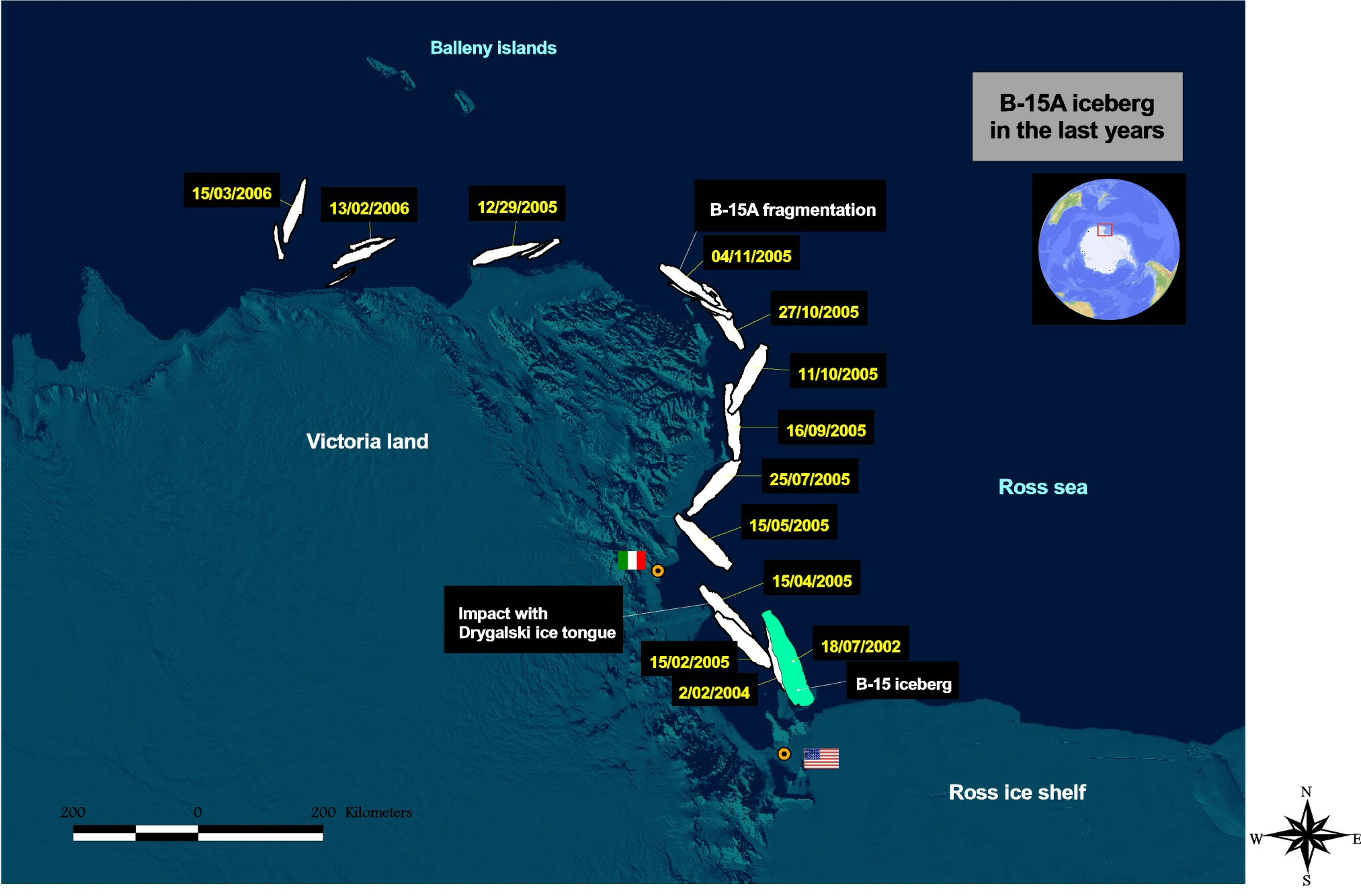
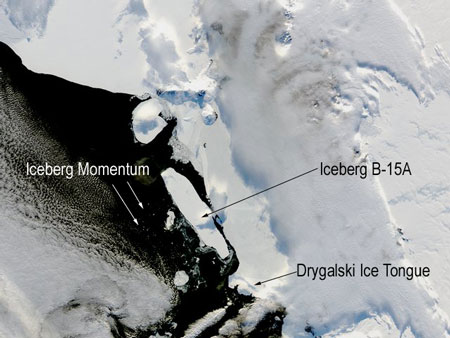
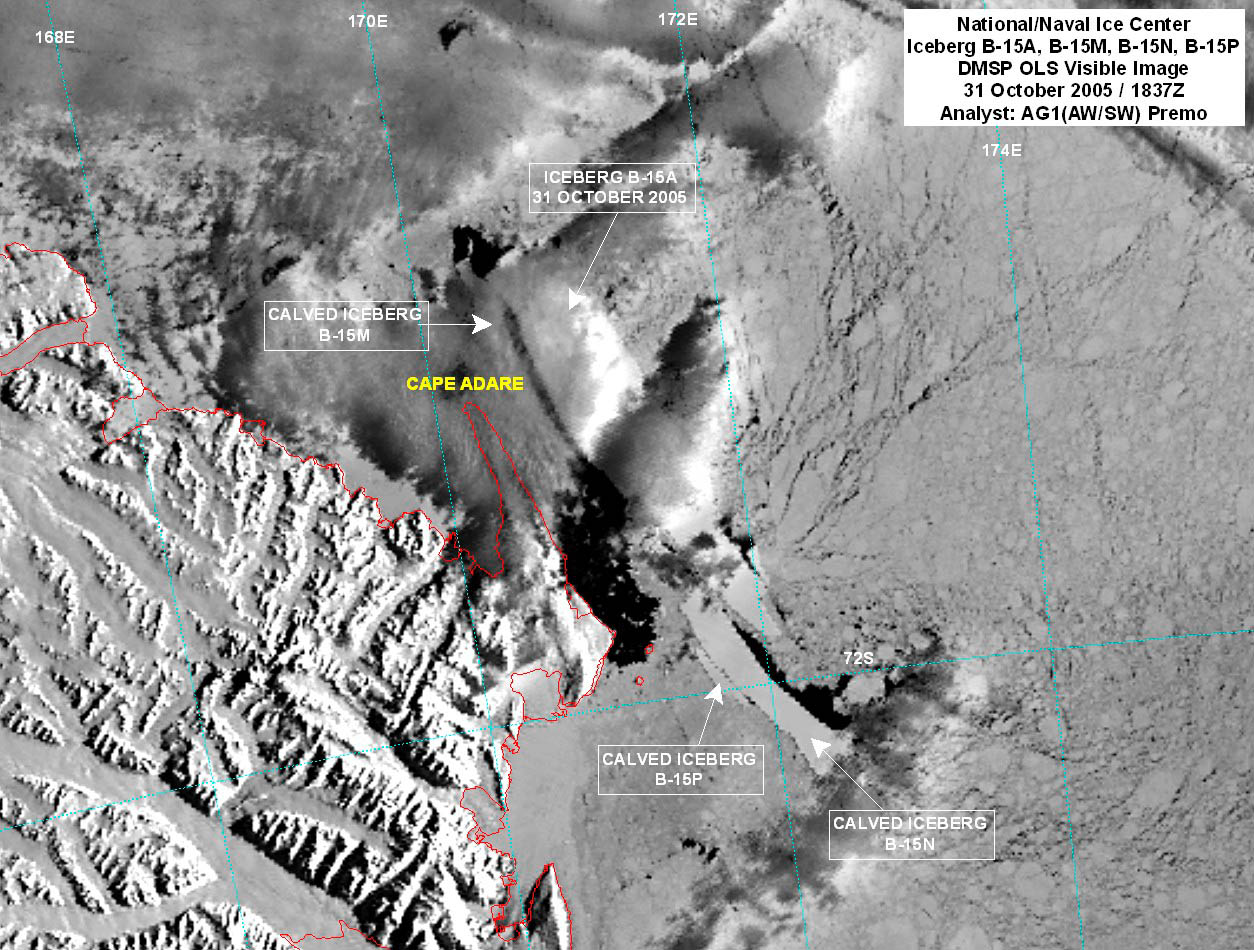
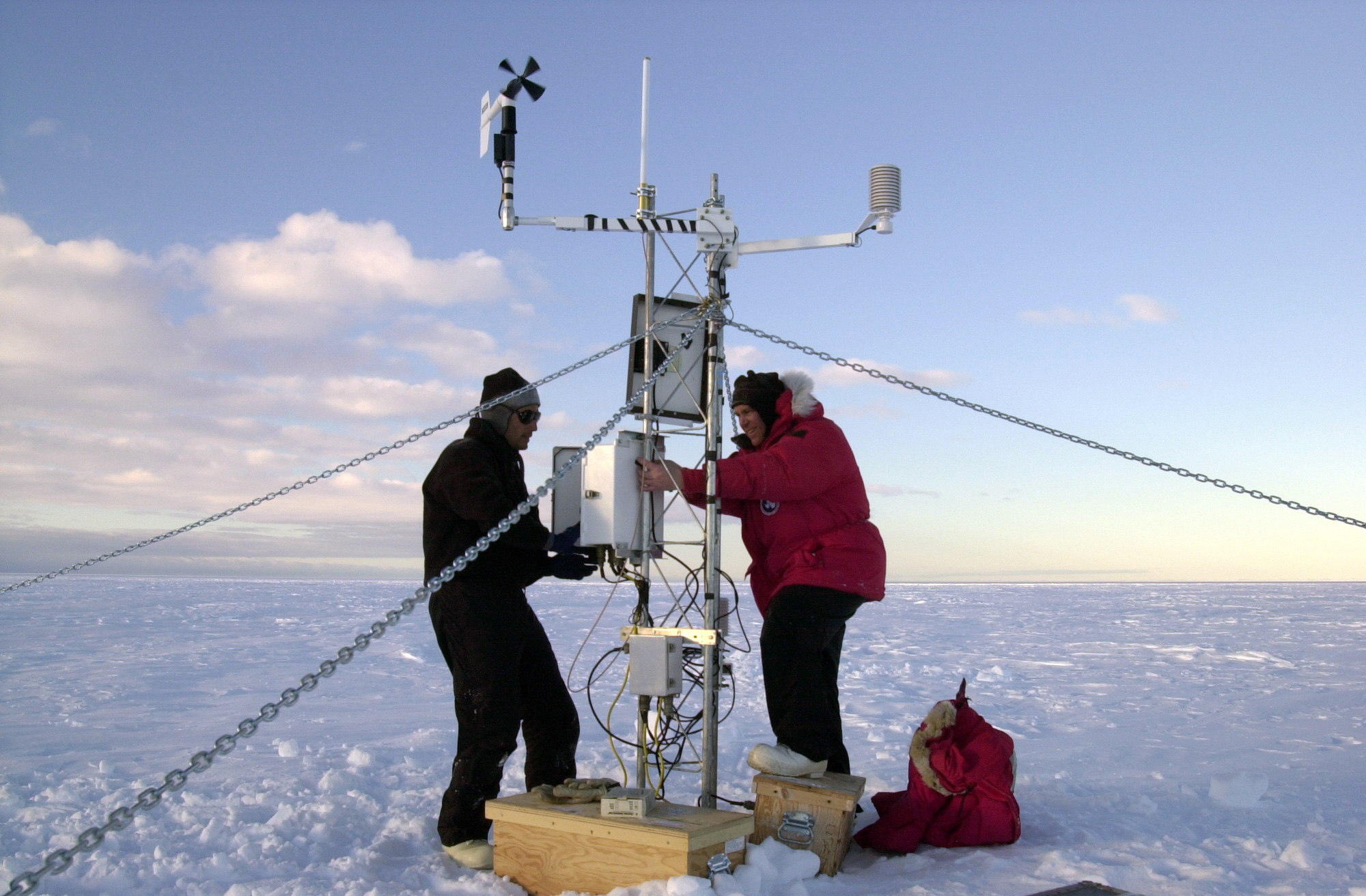